# Liste der Schutzgebiete in Natur- und Landschaftsschutz auf La Palma

## Schutzgebiete mit IUCN-Kategorie
Auf der Kanarischen Insel La Palma gibt es 21 Schutzgebiete in Natur- und Landschaftsschutz in IUCN-Kategorien:
- ein Strenges Naturreservat (Reserva Natural Integral, IUCN-Kategorie I)
- ein Nationalpark (Parque Nacional, IUCN-Kategorie II)
- zwei Naturparks (Parque Natural, IUCN-Kategorie II)
- acht Naturdenkmäler (Monumento Natural, IUCN-Kategorie III)
- ein Artenschutzgebiet (Reserva Natural Especial, IUCN-Kategorie IV)
- drei Gebiete von wissenschaftlicher Bedeutung (Sitio de Interés Científico, IUCN-Kategorie IV)
- vier Geschützte Landschaften (Paiseje Protegido, IUCN-Kategorie V)
- ein Meeresreservat (Reserva Marina, IUCN-Kategorie IV)

| Name                            | Art (IUCN-Kategorie)                         | Gemeinde(n)                                         | Größe in ha | Koordinaten          | Bemerkungen                         | Bild |
| ------------------------------- | -------------------------------------------- | --------------------------------------------------- | ----------- | -------------------- | ----------------------------------- | --- |
| Pinar de Garafía                | Strenges Naturreservat (I)                   | Barlovento, Garafía                                 | 0984        | 28° 47′ N, 17° 53′ W | Kiefernwald                         | |
| Caldera de Taburiente           | Nationalpark (II)                            | El Paso                                             | 4690        | 28° 43′ N, 17° 52′ W | Erosionskrater                      | |
| Las Nieves                      | Naturpark (II)                               | Puntallana, San Andrés y Sauces, Santa Cruz         | 5094        | 28° 45′ N, 17° 49′ W | Lorbeerwald Kiefernwald             | |
| Cumbre Vieja                    | Naturpark (II)                               | Fuencaliente, Villa de Mazo, Breña Alta, Breña Baja | 7500        | 28° 34′ N, 17° 50′ W | Vulkankette                         | |
| Montaña de Azufre               | Naturdenkmal (III)                           | Villa de Mazo                                       | 0075        | 28° 34′ N, 17° 46′ W | Vulkan                              | |
| Los Volcanes de Aridane         | Naturdenkmal (III)                           | Los Llanos, Tazacorte                               | 0100        | 28° 38′ N, 17° 55′ W | Vulkane                             | |
| Risco de La Concepción          | Naturdenkmal (III)                           | Breña Alta                                          | 0066        | 28° 40′ N, 17° 46′ W | Tuffring                            | |
| La Costa de Hiscaguán           | Naturdenkmal (III)                           | Garafía, Puntagorda                                 | 0253        | 28° 48′ N, 17° 59′ W | Küste                               | |
| Barranco del Jorado             | Naturdenkmal (III)                           | Tijarafe                                            | 0099        | 28° 42′ N, 17° 58′ W | Schlucht                            | |
| Los Volcanes de Teneguía        | Naturdenkmal (III)                           | Fuencaliente                                        | 0857        | 28° 28′ N, 17° 51′ W | Vulkane                             | |
| Tubo Volcánico de Todoque       | Naturdenkmal (III)                           | Los Llanos                                          | 00,5        | 28° 36′ N, 17° 54′ W | Lavaröhre                           | |
| Idafe                           | Naturdenkmal (III)                           | El Paso                                             | 00,4        | 28° 43′ N, 17° 53′ W | Felsformation                       | |
| Guelguén                        | Artenschutzgebiet (IV)                       | Barlovento, Garafía                                 | 1074        | 28° 50′ N, 17° 52′ W | Schluchten Küste Lorbeerwald        | Bild gesucht Die Wikipedia wünscht sich an dieser Stelle ein Bild vom hier behandelten Ort. Weitere Infos zum Motiv findest du vielleicht auf der Diskussionsseite . Falls du dabei helfen möchtest, erklärt die Anleitung , wie das geht. BW |
| Juan Mayor                      | Gebiet von wissenschaftlicher Bedeutung (IV) | Santa Cruz, Breña Baja                              | 0029        | 28° 41′ N, 17° 47′ W | Schluchten                          | Bild gesucht Die Wikipedia wünscht sich an dieser Stelle ein Bild vom hier behandelten Ort. Weitere Infos zum Motiv findest du vielleicht auf der Diskussionsseite . Falls du dabei helfen möchtest, erklärt die Anleitung , wie das geht. BW |
| Barranco del Agua               | Gebiet von wissenschaftlicher Bedeutung (IV) | Puntallana                                          | 0075        | 28° 44′ N, 17° 45′ W | Schlucht                            | |
| Las Salinas de Fuencaliente     | Gebiet von wissenschaftlicher Bedeutung (IV) | Fuencaliente                                        | 0007        | 28° 27′ N, 17° 50′ W | Salinen                             | |
| El Tablado                      | Geschütze Landschaft (V)                     | Garafía                                             | 0222        | 28° 49′ N, 17° 53′ W | Schluchten                          | |
| Barranco de Las Angustias       | Geschütze Landschaft (V)                     | El Paso, Los Llanos, Tijarafe, Tazacorte            | 1696        | 28° 42′ N, 17° 55′ W | Schlucht                            | |
| Tamanca                         | Geschütze Landschaft (V)                     | El Paso, Los Llanos, Fuencaliente                   | 2007        | 28° 34′ N, 17° 53′ W | Weinbaugebiet                       | |
| El Remo                         | Geschütze Landschaft (V)                     | Los Llanos                                          | 0183        | 28° 34′ N, 17° 54′ W | Landwirtschaftlich genutztes Gebiet | |
| Reserva Marina Isla de La Palma | Meeresreservat (IV)                          | (Südwestküste)                                      | 3455        | 28° 30′ N, 17° 54′ W | Meeresschutzgebiet                  | |

## UNESCO-Schutzgebiete
Von der UNESCO wurden zwei Schutzgebiete besonders zertifiziert, die jeweils die gesamte Insel umfassen.
- das Biosphärenreservat La Palma (Reserva de la Biosfera)
- das La Palma Starlight Reserve (Reserva Starlight)

## Natura-2000-Schutzgebiete
Weiterhin sind Natura-2000-Schutzgebiete ausgewiesen, die sich teils mit den oben angegebenen Schutzgebieten überschneiden.
- Besondere Schutzgebiete gemäß FFH-Richtlinie (Zona de Especial Conservación – ZEC)
  - Pinar de Garafía
  - Guelguén
  - Las Nieves
  - Cumbre Vieja
  - Montaña de Azufre
  - Risco de la Concepción
  - Costa de Hiscaguán
  - Barranco del Jorado
  - Malpaís de Las Manchas y Cueva de Las Palomas
  - Tablado
  - Barranco de las Angustias
  - Tamanca
  - Juan Mayor
  - Barranco del Agua
  - Barlovento, Garafía, El Paso y Tijarafe
  - El Paso y Santa Cruz de La Palma
  - Santa Cruz de La Palma
  - Breña Alta
  - Sabinar de Puntallana
  - Sabinar de La Galga
  - Monteverde de Don Pedro-Juan Adalid
  - Monteverde de Gallegos-Franceses
  - Monteverde de Lomo Grande
  - Monteverde de Barranco Seco-Barranco del Agua
  - Monteverde de Breña Alta
  - Los Sables
  - Riscos de Bajamar
  - Franja marina de Fuencaliente
  - Costa de Garafía
- Besondere Schutzgebiete gemäß Vogelschutzrichtlinie (Zona de Especial Protección para las Aves – ZEPA)
  - Caldera de Taburiente
  - Cumbres y acantilados del norte de La Palma
  - Acantilado de Las Traviesas
  - Roques de Garafía
  - Roque Negro
  - Espacio marino del norte de La Palma

## Verwaltung

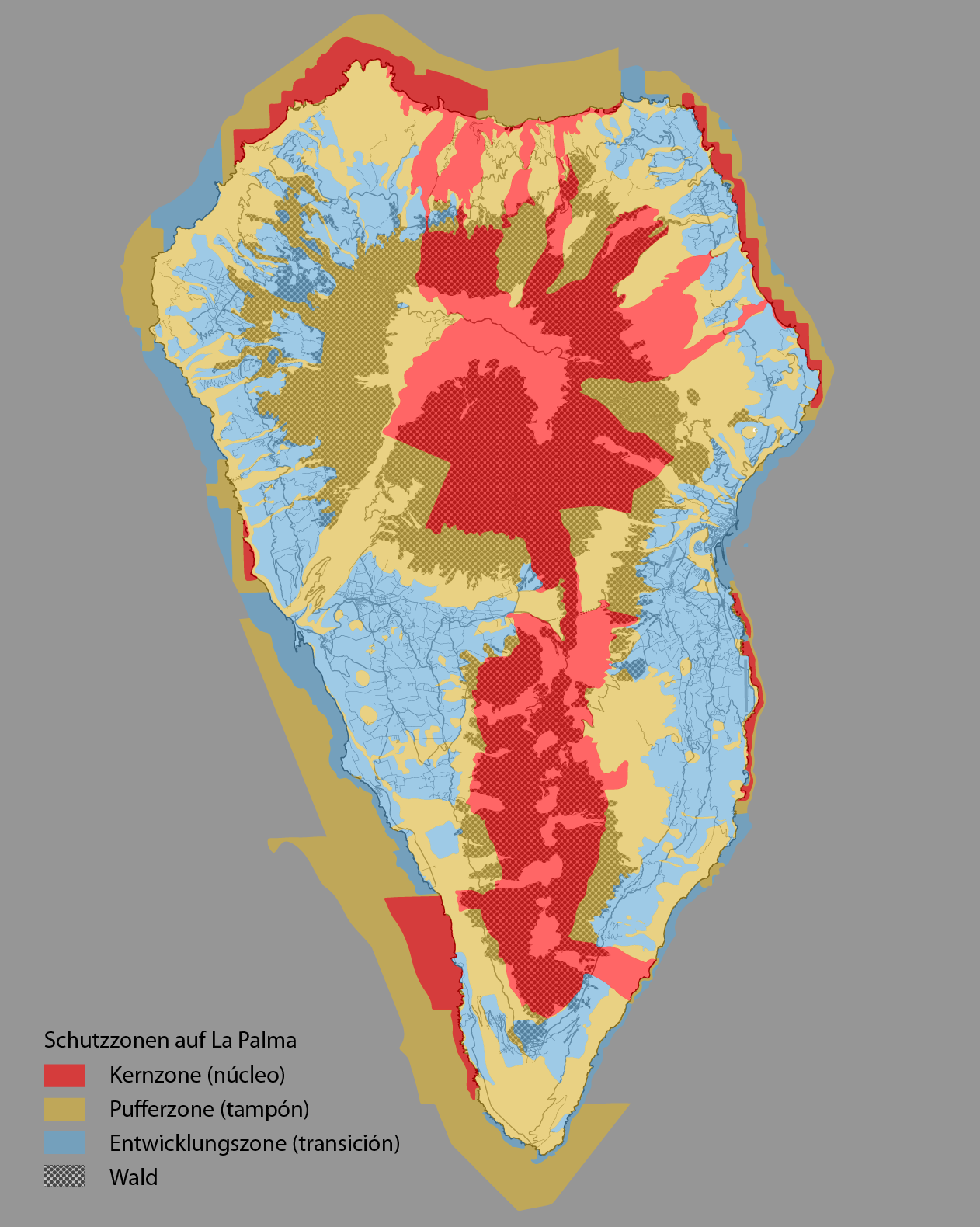
Zonierung der Schutzgebiete

Die Schutzgebiete – ausgenommen das Meeresreservat, jedoch einschließlich der küstennahen Gebiete mariner Ökosysteme der Insel und das Starlight Reserve – werden durch einen gemeinsamen Rat der Regierung der Autonomen Gemeinschaft der Kanarischen Inseln, der Inselregierung von La Palma und der Gemeindeverwaltungen von La Palma verwaltet. Sie sind analog der Zonierung des Biosphärenreservates in Kern-, Puffer- und Entwicklungszonen eingeteilt. Das Meeresreservat wird vom Spanischen Umweltministerium verwaltet. Die Lichtschutzgebiete werden vom Instituto de Astrofísica de Canarias verwaltet.